# MTV Europe Music Award al miglior artista rock
L'MTV Europe Music Award al miglior artista rock (MTV Europe Music Award for Best Rock) è uno dei premi degli MTV Europe Music Awards, che viene assegnato dal 1994. Nel 2007 e nel 2008 ha assunto la denominazione Rock Out, per poi riprendere quella classica dal 2009 in poi.

## Albo d'oro

### Anni 1990
| Anno | Vincitore             | Nominati                                                                 |
| ---- | --------------------- | ------------------------------------------------------------------------ |
| 1994 | Aerosmith             | - Metallica - Rage Against the Machine - Soundgarden - Therapy?          |
| 1995 | Bon Jovi              | - Green Day - Oasis - The Offspring - Therapy?                           |
| 1996 | The Smashing Pumpkins | - Bon Jovi - Die Toten Hosen - Metallica - Oasis                         |
| 1997 | Oasis                 | - Aerosmith - Jon Bon Jovi - Bush - Skunk Anansie                        |
| 1998 | Aerosmith             | - Garbage - Marilyn Manson - Rammstein - The Smashing Pumpkins           |
| 1999 | The Offspring         | - The Cardigans - Lenny Kravitz - Marilyn Manson - Red Hot Chili Peppers |

### Anni 2000
| Anno | Vincitore              | Nominati                                                            |
| ---- | ---------------------- | ------------------------------------------------------------------- |
| 2000 | Red Hot Chili Peppers  | - Bon Jovi - Foo Fighters - Korn - Limp Bizkit                      |
| 2001 | Blink-182              | - Crazy Town - Limp Bizkit - Linkin Park - U2                       |
| 2002 | Red Hot Chili Peppers  | - Bon Jovi - Coldplay - Nickelback - U2                             |
| 2003 | The White Stripes      | - Good Charlotte - Linkin Park - Metallica - Red Hot Chili Peppers  |
| 2004 | Linkin Park            | - The Darkness - Good Charlotte - Green Day - Red Hot Chili Peppers |
| 2005 | Green Day              | - Coldplay - Foo Fighters - Franz Ferdinand - U2                    |
| 2006 | The Killers            | - Evanescence - Keane - Red Hot Chili Peppers - The Strokes         |
| 2007 | Thirty Seconds to Mars | - Evanescence - Fall Out Boy - Linkin Park - My Chemical Romance    |
| 2008 | Thirty Seconds to Mars | - Linkin Park - Metallica - Paramore - Slipknot                     |
| 2009 | Green Day              | - Foo Fighters - Kings of Leon - Linkin Park - U2                   |

### Anni 2010
| Anno | Vincitore              | Nominati                                                                |
| ---- | ---------------------- | ----------------------------------------------------------------------- |
| 2010 | Thirty Seconds to Mars | - Kings of Leon - Linkin Park - Muse - Ozzy Osbourne                    |
| 2011 | Linkin Park            | - Coldplay - Foo Fighters - Kings of Leon - Red Hot Chili Peppers       |
| 2012 | Linkin Park            | - Coldplay - Green Day - The Killers - Muse                             |
| 2013 | Green Day              | - Kings of Leon - Black Sabbath - Queens of the Stone Age - The Killers |
| 2014 | Linkin Park            | - Arctic Monkeys - The Black Keys - Coldplay - Imagine Dragons          |
| 2015 | Coldplay               | - Foo Fighters - Muse - Royal Blood - AC/DC                             |
| 2016 | Coldplay               | - Green Day - Metallica - Muse - Red Hot Chili Peppers                  |
| 2017 | Coldplay               | - Foo Fighters - Royal Blood - The Killers - U2                         |
| 2018 | 5 Seconds of Summer    | - Foo Fighters - Imagine Dragons - Muse - U2                            |
| 2019 | Green Day              | - Imagine Dragons - Liam Gallagher - Panic! at the Disco - The 1975     |

### Anni 2020
| Anno | Vincitore      | Nominati                                                                          |
| ---- | -------------- | --------------------------------------------------------------------------------- |
| 2020 | Coldplay       | - Green Day - Liam Gallagher - Pearl Jam - Tame Impala - The Killers              |
| 2021 | Måneskin       | - Coldplay - Foo Fighters - Imagine Dragons - Kings of Leon - The Killers         |
| 2022 | Muse           | - Foo Fighters - Måneskin - Red Hot Chili Peppers - Liam Gallagher - The Killers  |
| 2023 | Måneskin       | - Arctic Monkeys - Foo Fighters - Metallica - Red Hot Chili Peppers - The Killers |
| 2024 | Liam Gallagher | - Bon Jovi - Coldplay - Green Day - Kings of Leon - Lenny Kravitz - The Killers   |